# NEW STANDARD (アルバム)
「NEW STANDARD」 (ニュースタンダード) は、SOFFetの4枚目のアルバム。2008年2月27日発売。

## 概要
初回限定盤はDVD付き。

## 収録曲
1. 東京ホタル
NPOホタルの会公認曲。
東京都水道局「安全でおいしい水プロジェクト」応援曲。
2. ひとりじゃない with MONGOL800
3. NEW STANDARD with Sunaga t experience
4. Minus to Plus with KURO from HOME MADE 家族
5. 恋唄 with SEAMO
6. Answer
7. Potato Chips
8. Jackal
9. Into you with Spinna B-ILL
10. 音遊技 〜四段〜 with DEPAPEPE
11. 手紙 〜a letter to my decade〜 with Full Of Harmony
12. Love Story
13. あなたのおかげです with GAKU-MC

### 初回限定盤DVD
ビデオ・クリップ集
1. Answer
2. Love Story
3. 東京ホタル
4. 2度目のファーストキス